# 索阿韦
索阿韦（義大利語：Soave），是意大利威尼托大区维罗纳省的一个市镇。总面积22.67平方公里，人口6929人，人口密度305.6人/平方公里（2009年）。国家统计（ISTAT）代码为023081。

## 友好城市
- 法國克莱-苏伊
- 德国凱爾海姆